# Квитцовы
Квитцовы (нем. Quitzow) — старинный, могущественный бранденбургский дворянский род вендского происхождения.
Дитрих и Ганс Квитцовы стояли в начале XV века во главе дворянства мархии, не желавшего допускать бургграфа Фридриха Цоллернского до владения Бранденбургской маркой. Война закончилась лишь в 1414, когда главные крепости Квитцовов были взяты, Ганс попал в плен, а Дитрих умер в нищете.